# روبرت كين
روبرت جون كين (بالإنجليزية: Robert John Kane)‏ عالم أيرلندي اختص في دراسة الكيمياء، ولد في 24 سبتمبر، 1809 وتوفي في 16 فبراير، 1890.